# Messatoporus nigrispina
Messatoporus nigrispina là một loài tò vò trong họ Ichneumonidae.